# Triumfetta guerrerensis
Triumfetta guerrerensis är en malvaväxtart som beskrevs av Gual, S.Peralta och Diego. Triumfetta guerrerensis ingår i släktet triumfettor, och familjen malvaväxter. Inga underarter finns listade i Catalogue of Life.